# Działko GI-2
Działko GI-2 – południowoafrykańskie działko automatyczne kalibru 20 mm. Konstrukcja jest oparta na francuskim działku F2.
Działko GI-2 stosowane jest zarówno jako uzbrojenie pojazdów bojowych (Ratel-20), okrętów (m.in. HTMS Ang Thong) oraz śmigłowców (m.in. ATE Mi-24 Super Hind).